# 13a etapa del Tour de França de 2015
La 13a etapa del Tour de França de 2015 es disputà el divendres 17 de juliol de 2015 sobre un recorregut de 198,5 km entre les viles franceses de Muret i Rodés.
L'etapa va ser guanyada pel belga Greg Van Avermaet (BMC Racing Team) en imposar-se a l'esprint a l'eslovac Peter Sagan (Team Tinkoff-Saxo) en la curta, però dura ascensió final a Rodés. Entre els favorits no hi hagué diferències i Chris Froome (Team Sky) continuà al capdavant de la general.

## Recorregut

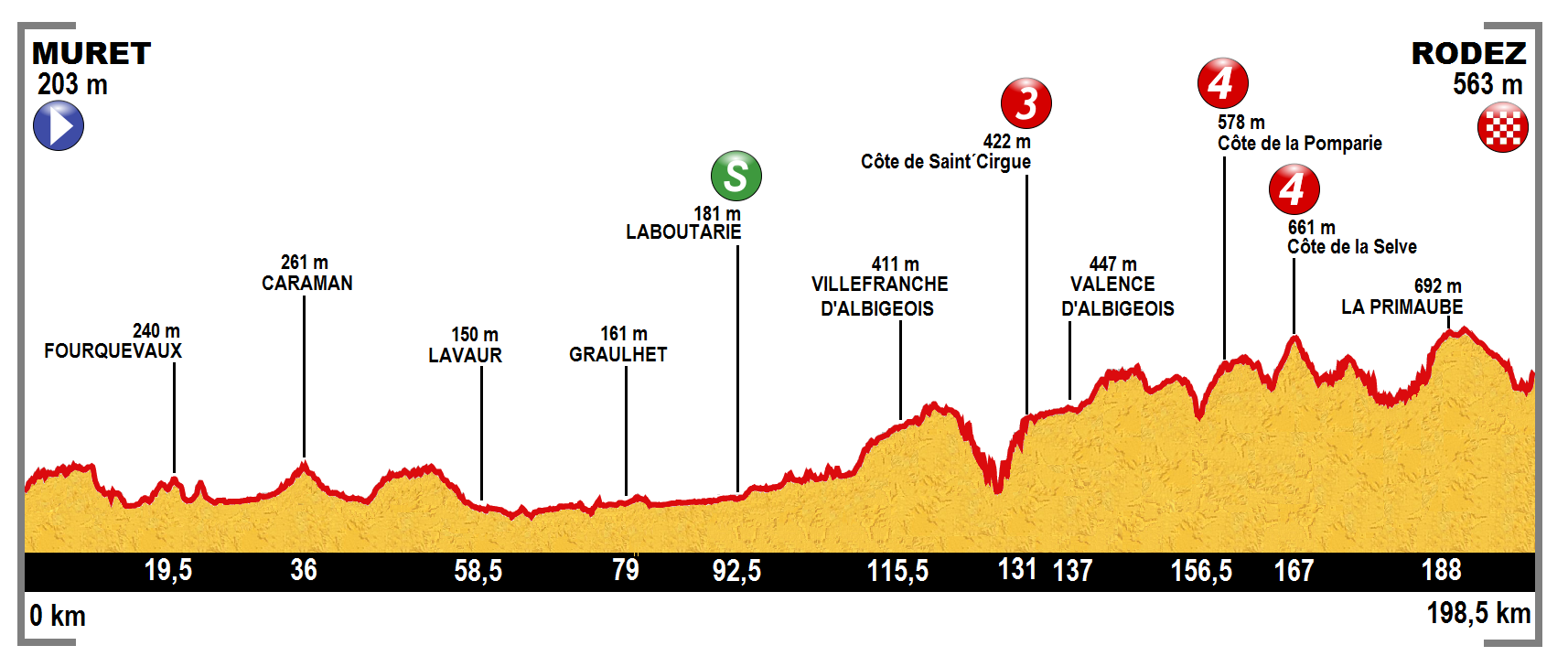
Recorregut de la 13a etapa

Etapa amb un recorregut accidentat, sobretot en la seva segona part, amb el pas per tres petites cotes, la primera de tercera i les dues següents de quarta categoria, als quilòmetres 131, 156 i 167, a través dels departaments de l'Alta Garona, el Tarn i l'Avairon. L'arribada a Rodés no és en pla, sinó que té uns darrers 500 metres a gairebé el 10% de desnivell. L'esprint del dia es fa a La Botariá, al quilòmetre 92,5.

## Desenvolupament de l'etapa
Etapa disputada sota una calor asfixiant, en què tres dels escapats, Wilco Kelderman (Team LottoNL-Jumbo), Thomas De Gendt (Lotto Soudal) i Cyril Gautier (Team Europcar) foren neutralitzats a manca de mig quilòmetre per l'arribada. Aquests tres escapats formaven part d'una escapada més nombrosa, composta també per Pierre-Luc Périchon (Bretagne-Séché Environnement), Alexandre Geniez (FDJ) i Nathan Haas (Cannondale-Garmin), que s'havia format en els quilòmetres inicials i que van estar en tot moment controlats pels homes del Team Giant-Alpecin amb tres o quatre minuts com a molt. En els darrers quilòmetres els homes del Team Tinkoff-Saxo van imprimir en ritme alt en benefici de Peter Sagan i acabaren per neutralitzar l'escapada. En la dura rampa final Greg Van Avermaet (BMC Racing Team) va sorprendre a Sagan i s'imposà en l'etapa. No hi hagué cap diferència entre els favorits i sols destaca la pèrdua de temps de Jean-Christophe Péraud (AG2R La Mondiale per culpa d'una caiguda en els darrers quilòmetres.

## Resultats

### Classificació de l'etapa

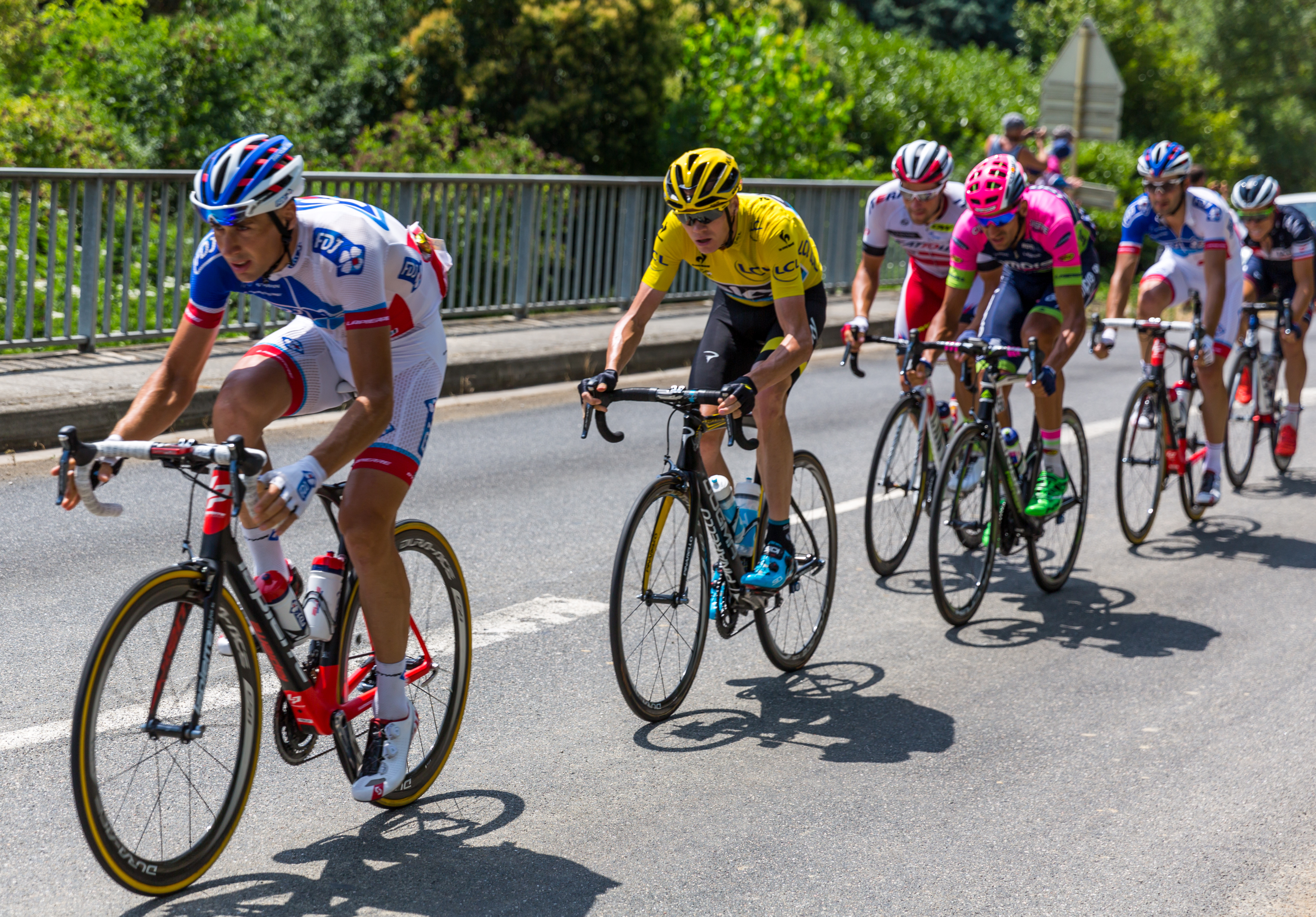
Chris Froome al pas per Montgiscard

|    | Ciclista                 | Equip                 | Temps      |
| -- | ------------------------ | --------------------- | ---------- |
| 1  | Greg Van Avermaet (BEL)  | BMC Racing Team       | 4h 43' 42" |
| 2  | Peter Sagan (SVK)        | Team Tinkoff-Saxo     | m. t.      |
| 3  | Jan Bakelants (BEL)      | AG2R La Mondiale      | + 3"       |
| 4  | John Degenkolb (GER)     | Team Giant-Alpecin    | + 7"       |
| 5  | Paul Martens (GER)       | Team LottoNL-Jumbo    | + 7"       |
| 6  | Christopher Froome (GBR) | Team Sky              | + 7"       |
| 7  | Vincenzo Nibali (ITA)    | Astana Qazaqstan Team | + 7"       |
| 8  | Alberto Contador (ESP)   | Team Tinkoff-Saxo     | + 7"       |
| 9  | Alejandro Valverde (ESP) | Movistar Team         | + 7"       |
| 10 | Tejay van Garderen (USA) | BMC Racing Team       | + 7"       |

### Punts atribuïts
| 1r  | Thomas De Gendt (BEL)     | Lotto Soudal                 | 20 pts |
| 2n  | Pierre-Luc Périchon (FRA) | Bretagne-Séché Environnement | 17 pts |
| 3r  | Nathan Haas (AUS)         | Cannondale-Garmin            | 15 pts |
| 4t  | Wilco Kelderman (NED)     | Team LottoNL-Jumbo           | 13 pts |
| 5è  | Alexandre Geniez (FRA)    | FDJ                          | 11 pts |
| 6è  | Cyril Gautier (FRA)       | Team Europcar                | 10 pts |
| 7è  | André Greipel (GER)       | Lotto Soudal                 | 9 pts  |
| 8è  | John Degenkolb (GER)      | Team Giant-Alpecin           | 8 pts  |
| 9è  | Mark Cavendish (GBR)      | Etixx-Quick Step             | 7 pts  |
| 10è | Peter Sagan (SVK)         | Team Tinkoff-Saxo            | 6 pts  |
| 11è | Geoffrey Soupe (FRA)      | Cofidis                      | 5 pts  |
| 12è | Mark Renshaw (AUS)        | Etixx-Quick Step             | 4 pts  |
| 13è | Bryan Coquard (FRA)       | Team Europcar                | 3 pts  |
| 14è | Koen de Kort (NED)        | Team Giant-Alpecin           | 2 pts  |
| 15è | Jens Debusschere (BEL)    | Lotto Soudal                 | 1 pt   |

| 1r  | Greg Van Avermaet (BEL)  | BMC Racing Team       | 30 pts |
| 2n  | Peter Sagan (SVK)        | Team Tinkoff-Saxo     | 25 pts |
| 3r  | Jan Bakelants (BEL)      | AG2R La Mondiale      | 22 pts |
| 4t  | John Degenkolb (GER)     | Team Giant-Alpecin    | 19 pts |
| 5è  | Paul Martens (GER)       | Team LottoNL-Jumbo    | 17 pts |
| 6è  | Christopher Froome (GBR) | Team Sky              | 15 pts |
| 7è  | Vincenzo Nibali (ITA)    | Astana Qazaqstan Team | 13 pts |
| 8è  | Alberto Contador (ESP)   | Team Tinkoff-Saxo     | 11 pts |
| 9è  | Alejandro Valverde (ESP) | Movistar Team         | 9 pts  |
| 10è | Tejay Van Garderen (USA) | BMC Racing Team       | 7 pts  |
| 11è | Tony Gallopin (FRA)      | Lotto Soudal          | 6 pts  |
| 12è | Nairo Quintana (COL)     | Movistar Team         | 5 pts  |
| 13è | Robert Gesink (NED)      | Team LottoNL-Jumbo    | 4 pts  |
| 14è | Geraint Thomas (GBR)     | Team Sky              | 3 pts  |
| 15è | Zdeněk Štybar (CZE)      | Etixx-Quick Step      | 2 pt   |

### Ports de muntanya
| 1r | Thomas De Gendt (BEL)  | Lotto Soudal | 2 pts |
| 2n | Alexandre Geniez (FRA) | FDJ          | 1 pt  |

| 1r | Alexandre Geniez (FRA) | FDJ | 1 pt |

- 3. Cota de La Sèlva. 661m. 4a categoria (km 154) (3,9 km al 3,7%)

| 1r | Wilco Kelderman (NED) | Team LottoNL-Jumbo | 1 pt |

## Classificacions a la fi de l'etapa

### Classificació general
|    | Ciclista                 | Equip                 | Temps       |
| -- | ------------------------ | --------------------- | ----------- |
| 1  | Chris Froome (GBR)       | Team Sky              | 51h 34' 21" |
| 2  | Tejay van Garderen (USA) | BMC Racing Team       | + 2' 52"    |
| 3  | Nairo Quintana (COL)     | Movistar Team         | + 3' 09"    |
| 4  | Alejandro Valverde (ESP) | Movistar Team         | + 3' 58"    |
| 5  | Geraint Thomas (GBR)     | Team Sky              | + 4' 03"    |
| 6  | Alberto Contador (ESP)   | Team Tinkoff-Saxo     | + 4' 04"    |
| 7  | Robert Gesink (NED)      | Team LottoNL-Jumbo    | + 5' 32"    |
| 8  | Tony Gallopin (FRA)      | Lotto Soudal          | + 7' 32"    |
| 9  | Vincenzo Nibali (ITA)    | Astana Qazaqstan Team | + 7' 47"    |
| 10 | Bauke Mollema (NED)      | Trek Factory Racing   | + 8' 02"    |

### Classificació per punts
|   | Ciclista             | Equip             | Punts |
| - | -------------------- | ----------------- | ----- |
| 1 | Peter Sagan (SVK)    | Team Tinkoff-Saxo | 285   |
| 2 | André Greipel (GER)  | Lotto Soudal      | 261   |
| 3 | John Degenkolb (GER) | Etixx-Quick Step  | 228   |

### Classificació de la muntanya
|   | Ciclista                | Equip                 | Punts |
| - | ----------------------- | --------------------- | ----- |
| 1 | Chris Froome (GBR)      | Team Sky              | 61    |
| 2 | Joaquim Rodríguez (CAT) | Team Katusha          | 52    |
| 3 | Jakob Fuglsang (DEN)    | Astana Qazaqstan Team | 41    |

### Classificació del millor jove
|   | Ciclista             | Equip              | Temps       |
| - | -------------------- | ------------------ | ----------- |
| 1 | Nairo Quintana (COL) | Movistar Team      | 51h 37' 30" |
| 2 | Warren Barguil (FRA) | Team Giant-Alpecin | + 6' 44"    |
| 3 | Romain Bardet (FRA)  | AG2R La Mondiale   | + 14' 17"   |

### Classificació per equips
|    | Equip             | Temps        |
| -- | ----------------- | ------------ |
| 1r | Movistar Team     | 156h 04' 07" |
| 2n | Team Sky          | + 6' 07"     |
| 3r | Team Tinkoff-Saxo | + 27' 11"    |

## Abandonaments
No hi hagué cap abandonament durant l'etapa.